# گروه اول جام ملت‌های اروپا ۲۰۱۶
مسابقات گروه A جام ملت‌های اروپا ۲۰۱۶ در تاریخ ۱۰ ژوئن ۲۰۱۶ آغاز می‌شود و در تاریخ ۱۹ ژوئن ۲۰۱۶ به پایان می‌رسد.این گروه شامل تیم های فرانسه٬ رومانی٬ آلبانی و سوئیس می‌باشد.تنها تیمی که در این گروه توانسته است قهرمان شود تیم فرانسه می‌باشد.تیم فرانسه توانسته است دو بار در جام‌ملت های اروپا قهرمان شود.(۱۹۸۴-۲۰۰۰)

## تیم‌ها
| موقعیت قرعه‌کشی | تیم    | طرز راه‌یابی        | حضور نهایی | آخرین حضور            | بهترین حضور پیشین                                                                 | ضریب یوفا اکتبر ۲۰۱۵ | رده‌بندی جهانی فیفا ژوئن ۲۰۱۶ |
| -------------- | ------ | ------------------ | ---------- | --------------------- | --------------------------------------------------------------------------------- | -------------------- | ---------------------------- |
| A1             | فرانسه | میزبان             | 9th        | جام ملت‌های اروپا ۲۰۱۲ | قهرمان (جام ملت‌های اروپا ۱۹۸۴، جام ملت‌های اروپا ۲۰۰۰)                             | ۸                    | ۱۷                           |
| A2             | رومانی | Group F runners-up | 5ام        | جام ملت‌های اروپا ۲۰۰۸ | یک چهارم نهایی (جام ملت‌های اروپا ۲۰۰۰)                                            | ۱۸                   | ۲۲                           |
| A3             | آلبانی | Group I runners-up | 1ام        | —                     | نخستین حضور                                                                       | ۳۱                   | ۴۲                           |
| A4             | سوئیس  | Group E runners-up | 4ام        | جام ملت‌های اروپا ۲۰۰۸ | مرحله گروهی (جام ملت‌های اروپا ۱۹۹۶، جام ملت‌های اروپا ۲۰۰۴، جام ملت‌های اروپا ۲۰۰۸) | ۱۰                   | ۱۵                           |

یادداشت
1. ↑  The UEFA rankings of October 2015 were used for seeding for the final draw.

## جدول
| رتبه | تیم و  | بازی | ب | م | با | گ‌ز | گ‌خ | ت‌گ | امتیاز | صلاحیت             |
| ---- | ------ | ---- | - | - | -- | -- | -- | -- | ------ | ------------------ |
| ۱    | فرانسه | ۳    | ۲ | ۱ | ۰  | ۴  | ۱  | ۳+ | ۷      | صعود به مرحله حذفی |
| ۲    | سوئیس  | ۳    | ۱ | ۲ | ۰  | ۲  | ۱  | ۱+ | ۵      | صعود به مرحله حذفی |
| ۳    | آلبانی | ۳    | ۱ | ۰ | ۲  | ۱  | ۳  | ۲- | ۳      |                    |
| ۴    | رومانی | ۳    | ۰ | ۱ | ۲  | ۲  | ۴  | ۲- | ۱      |                    |

اولین مسابقه در تاریخ ۲۱ خرداد ۱۳۹۵ برگزار میشود.
فرمت مسابقات

## مسابقات

### فرانسه - رومانی
| فرانسه              | ۲–۱   | رومانی               |
| ------------------- | ----- | -------------------- |
| ۵۷' ژیرو · ۸۹' پایت | گزارش | ۶۵' (پنالتی) استانچو |

### آلبانی - سوئیس
| آلبانی | ۱-۰   | سوئیس  |
| ------ | ----- | ------ |
|        | گزارش | ۵' شار |

### رومانی - سوئیس
| رومانی | بازی ۱۴ | سوئیس |
| ------ | ------- | ----- |
|        | گزارش   |       |

### فرانسه - آلبانی
| فرانسه | بازی ۱۵ | آلبانی |
| ------ | ------- | ------ |
|        | گزارش   |        |

### رومانی - آلبانی
| سوئیس | بازی ۲۶ | فرانسه |
| ----- | ------- | ------ |
|       | گزارش   |        |

### سوئیس - فرانسه
| رومانی | بازی ۲۵ | آلبانی |
| ------ | ------- | ------ |
|        | گزارش   |        |